# Schoten
Schoten és un municipi belga de la província d'Anvers a la regió de Flandes. Limita al nord amb Brasschaat, al nord-est amb Brecht, a l'oest amb Anvers, a l'est amb Schilde i al sud amb Wijnegem.

## Evolució de la població

### Seglexix
| Any      | 1806 | 1816 | 1830 | 1846 | 1856 | 1866 | 1876 | 1880 | 1890 |
| -------- | ---- | ---- | ---- | ---- | ---- | ---- | ---- | ---- | ---- |
| Població | 1138 | 1386 | 1477 | 1836 | 1937 | 2269 | 2679 | 3078 | 3612 |
|          |      |      |      |      |      |      |      |      |      |

### Segle XX (fins a 1976)
| Any      | 1900 | 1910 | 1920 | 1930   | 1947   | 1961   | 1970   | 1976   |  |
| -------- | ---- | ---- | ---- | ------ | ------ | ------ | ------ | ------ |  |
| Població | 4229 | 5568 | 6683 | 13.236 | 16.937 | 26.060 | 29.914 | 31.317 |  |
|          |      |      |      |        |        |        |        |        |  |

### 1977 ençà
| Any       | 1977   | 1980   | 1985   | 1990   | 1995   | 2000   | 2005   | 2006   |
| --------- | ------ | ------ | ------ | ------ | ------ | ------ | ------ | ------ |
| Població  | 31.317 | 31.180 | 30.738 | 31.037 | 31.794 | 32.733 | 33.230 | 33.159 |
| Font: NIS |        |        |        |        |        |        |        |        |

## Agermanaments
- Tarnów
- Voorschoten
- Făgăraş